# Kushtaka Lake
Der Kushtaka Lake ist ein See im Südosten der Chugach Mountains in Südzentral-Alaska.
Der Kushtaka Lake entstand als Gletscherrandsee des Kushtaka-Gletschers. Dessen Gletscherzunge zog sich in der Vergangenheit zurück und endet heute 1,7 km vom nördlichen Seeufer entfernt. Der Kushtaka Lake ist 5,3 km lang und 2,6 km breit. Der auf einer Höhe von 28 m gelegene See bedeckt eine Fläche von 12,6 km². Im Westen wird der See von den Kushtaka Mountains, im Südosten von den Shockum Mountains flankiert. Im Nordosten erstreckt sich die Cunningham Ridge. Der Stillwater Creek entwässert den See an dessen Nordostufer zum Bering River. 
Im Winter bricht gelegentlich die Eisfläche des Sees. Ursache sind offensichtlich vom Seeboden aufsteigende Gase, die sich unter dem Eis ansammeln. Deren Druck nimmt so lange zu, bis das Eis nachgibt und das Gas in die Atmosphäre entweichen kann.
Benannt wurde der See 1903 von G. C. Martin vom U.S. Geological Survey (USGS). Der indianische Name bedeutet „Dämon“ oder „Geist“.